# Подполье
Подпо́лье — организованная антиправительственная деятельность, протекающая в условиях тайны и конспирации, вынужденная форма деятельности общественных сил, оппозиционных существующему политическому (оккупационному) режиму и общественно-политическому строю, в условиях, когда подобного рода деятельность не может осуществляться легально в силу того факта, что она запрещена действующим законодательством и влечёт за собой применение административного или уголовного наказания (репрессий).
Подпольная деятельность также часто называется нелегальной деятельностью.

## Подпольная деятельность
Подпольная деятельность может носить организационный, идеологический (теоретический), пропагандистский и художественный характер.
Подпольная организационная деятельность, как правило, выливается в создание (или попытки создания) нелегальных общественно-политических организаций — кружков, союзов, партий и других подобных организаций.
Такая деятельность может быть как невооружённой, так и вооружённой — в случае если подпольная организация считает необходимым отвечать насилием на насилие, исходящее со стороны правящих классов и действующего политического режима (или даже только отвечать насилием на насилие репрессивного аппарата государства при столкновении с ним, например, оказывать вооружённое сопротивление при аресте).
Высшей формой организационной подпольной деятельности является создание централизованных подпольных политических организаций (партий, союзов, военно-политических (партизанских) организаций), ставящих своей целью свержение существующего политического режима и/или общественно-политического строя. В истории известны многочисленные примеры, когда подобные подпольные организации добивались своей цели и приходили к власти (РСДРП(б) и левые эсеры в России, «Движение 26 июля» на Кубе, Коммунистическая партия Китая в Китае, сандинисты в Никарагуа, МПЛА в Анголе, ФНО в Алжире, «Движение свободных офицеров» в Египте, Вьетминь и Национальный фронт освобождения Южного Вьетнама во Вьетнаме, ПАИГК в Гвинее-Бисау и на Островах Зелёного Мыса и так далее).
Подпольная идеологическая (теоретическая) деятельность носит характер нелегальной научной, исследовательской и теоретической деятельности в области социальных и гуманитарных наук (в условиях торжества клерикализма — и в области естественных наук) — как индивидуальной, так и коллективной.
Подпольная пропагандистская деятельность может существовать как самостоятельное явление (например, самиздат в Союзе ССР и других государствах странах), так и быть прямо связанной с подпольной организационной деятельностью (издание и распространение подпольной партийной и вообще антиправительственной литературы, создание подпольных типографий, газет и журналов, радиостанций и тому подобное). Подпольная пропагандистская деятельность часто выступает в качестве инструмента донесения до населения достижений подпольной идеологической (теоретической) деятельности.
Подпольная художественная деятельность (в области литературы и других видов искусства) порождается идеологическими запретами и ограничениями со стороны правящего режима на те или иные формы, виды или темы в литературе и искусстве — с последующим применением разного рода репрессий по отношению к нарушителям этих запретов и ограничений. Внешне такие запреты и ограничения могут носить характер политический, религиозный, этический или эстетический. В результате возникает подпольная литература (известна с древности), запрещаемые властью направления в музыке, театре и смежных видах искусства (скоморохи в средневековой Руси, театр при пуританских режимах, любые виды развлечений при клерикальных режимах, социальная и политизированная рок-культура в СССР в 1970-е — начале 1980-х годов и тому подобное), не одобряемые официально живопись и скульптура (обнажённая натура при раннесредневековом католицизме, изображения живых существ в исламе, «нонконформистская» живопись и скульптура в СССР в 1940-е — 1970-е годы и тому подобное). Подпольная художественная деятельность может быть также результатом запрета на использование того или иного языка коренных народов и национальных меньшинств со стороны правящего режима (запрет на украинский и белорусский в царской России, на баскский и каталанский во франкистской Испании, на окситанский и бретонский во Франции до второй половины 1970-х годов, на курдский в Турции в течение XX века и тому подобное).
Историческая практика показывает, что применение даже самых жестких репрессий не может ликвидировать подполье, а может лишь свести его до минимальных размеров. Подполье перестаёт существовать либо в связи с исчезновением социально-экономических причин, его породивших, либо в связи с победой подполья (в том числе и в форме отмены правящим режимом запретов на ту или иную форму подпольной деятельности и её легализации).